# Transformers: Beast Machines
Beast Machines (engl. Transformers: Beast Machines) ist eine US-amerikanische CGI-Serie, welche auf der Spielzeugreihe der Transformers basiert. Die Serie wurde von Mainframe Entertainment in Kanada produziert und die Drehbücher wurden von Bob Skir und Marty Isenberg geschrieben.

Die Serie ist eine Fortsetzung der Serie Transformers: Beast Wars und sollte selbst noch als Transformers: Transtech, welche es aber nie über die Planungsphase hinaus schaffte, fortgesetzt werden.

## Handlung
Die Maximals finden sich ohne Erinnerungen auf ihrem Heimatplaneten Cybertron wieder und werden von den Verteidigungsrobotern des Planeten angegriffen. Unmöglich sich von ihrem Tiermodus zu befreien, suchen sie Zuflucht in den Ruinen unter der Oberfläche von Cybertron, wo sie das transformieren erst wieder erlernen müssen. Währenddessen übernimmt Megatron die Herrschaft über Cybertron und erschafft eine neue Fraktion von Transformern: Die Vehicons.

### Staffel 1
In der ersten Staffel versuchen die Maximals herauszufinden, was mit allen Transformern des Planeten geschah, warum alle plötzlich verschwunden sind und gegen die Vehicons ausgetauscht wurden. Die Staffel gipfelt in der Konfrontation zwischen Optimus Prime, Megatron und Tankor, einem der Vehicon Generäle, alles technische Leben auf Cybertron auszulöschen.

### Staffel 2
Die Maximals finden heraus, dass Cybertron einst ein organischer Planet war, bevor er durch das Orakel in einen technischen umgewandelt wurde und machen es sich zur Aufgabe, den Planeten wieder in seinen ursprünglichen Zustand zu transformieren. Währenddessen rekrutiert Megatron zwei neue Vehicon Generäle, Obsidian und Strika, welche ihm dabei helfen sollen, die Maximals zu vernichten. Im Finale der Staffel opfert sich Optimus Prime um Megatron zu zerstören und den Planeten in einen „techno-organischen“ umzuwandeln und die Sparks der verschwundenen Transformers aus ihrer Gefangenschaft zu befreien.

## Entwicklung und Produktion
Die Produktion an der Serie begann gleich nach der Fertigstellung der letzten Staffel von Beast Wars. Die beiden ursprünglichen Drehbuchautoren Bob Forward und Larry DiTillio wurden durch Bob Skir und Marty Isenberg ersetzt. Durch diesen Tausch entstanden einige Lücken im Handlungsstrang der ersten Staffel, welche allerdings im Zuge der zweiten Staffel wieder bereinigt wurden.
Durch die veränderte Erzählweise der Serie, anstelle von alleinstehenden Episoden eine auf sich aufbauende Geschichten, war es für Zuschauer, welche nicht ab der ersten Episode der Serie folgten, sehr schwer bis unmöglich, irgendeinen Sinn in den Beweggründen einiger Figuren zu finden.
Anders als bei bisherigen Transformers-Serien wurde das Titellied nicht extra für die Serie erstellt, sondern man griff auf ein bereits existierendes Lied, „Phat Planet“ von Leftfield, zurück.

## Episodenliste
| Episode   | Deutscher Titel           | Erstausstrahlung (DE) | Originaltitel                      | Erstausstrahlung (USA) |
| --------- | ------------------------- | --------------------- | ---------------------------------- | ---------------------- |
| 01 (1-01) | Das Orakel                | 2. Dezember 2000      | The Reformatting                   | 18. September 1999     |
| 02 (1-02) | Cybertropolis             | 3. Dezember 2000      | Master of the House                | 25. September 1999     |
| 03 (1-03) | Spur in die Vergangenheit | 4. Dezember 2000      | Fires of the Past                  | 2. Oktober 1999        |
| 04 (1-04) | Die Jagd                  | 5. Dezember 2000      | Mercenary Pursuits                 | 9. Oktober 1999        |
| 05 (1-05) | Nachtgestalten            | 6. Dezember 2000      | Forbidden Fruit                    | 16. Oktober 1999       |
| 06 (1-06) | Rattrap                   | 7. Dezember 2000      | The Weak Component                 | 23. Oktober 1999       |
| 07 (1-07) | Gefährliche Entdeckungen  | 8. Dezember 2000      | Revelations – Part I: Discovery    | 30. Oktober 1999       |
| 08 (1-08) | Die Offenbarung           | 9. Dezember 2000      | Revelations – Part II: Descent     | 6. November 1999       |
| 09 (1-09) | Apokalypse                | 10. Dezember 2000     | Revelations – Part III: Apocalypse | 13. November 1999      |
| 10 (1-10) | Nightscream               | 11. Dezember 2000     | Survivor                           | 27. November 1999      |
| 11 (1-11) | Der Schlüssel             | 12. Dezember 2000     | The Key                            | 4. Dezember 1999       |
| 12 (1-12) | Vector Sigma              | 13. Dezember 2000     | The Catalyst                       | 11. Dezember 1999      |
| 13 (1-13) | Die Vision                | 14. Dezember 2000     | End of the Line                    | 18. Dezember 1999      |

| Episode   | Deutscher Titel      | Erstausstrahlung (DE) | Originaltitel                           | Erstausstrahlung (USA) |
| --------- | -------------------- | --------------------- | --------------------------------------- | ---------------------- |
| 14 (2-01) | Off-Line             | 15. Dezember 2000     | Fallout                                 | 9. Februar 2000        |
| 15 (2-02) | Der Drache           | 16. Dezember 2000     | Savage Noble                            | 16. Februar 2000       |
| 16 (2-03) | Die Täuschung        | 17. Dezember 2000     | Prometheus Unbound                      | 23. Februar 2000       |
| 17 (2-04) | Silver Bolt          | 18. Dezember 2000     | In Darkest Knight                       | 1. März 2000           |
| 18 (2-05) | Jeder gegen jeden    | 19. Dezember 2000     | A Wolf in the Fold                      | 8. März 2000           |
| 19 (2-06) | Botanica             | 20. Dezember 2000     | Home Soil                               | 15. März 2000          |
| 20 (2-07) | Megatrons Diener     | 21. Dezember 2000     | Sparkwar – Part I: The Strike           | 22. März 2000          |
| 21 (2-08) | Das Hologramm        | 22. Dezember 2000     | Sparkwar – Part II: The Search          | 29. März 2000          |
| 22 (2-09) | Der Held             | 23. Dezember 2000     | Sparkwar – Part III: The Siege          | 5. April 2000          |
| 23 (2-10) | Fluch der Dunkelheit | 24. Dezember 2000     | Spark of Darkness                       | 12. April 2000         |
| 24 (2-11) | Schutzlos            | 25. Dezember 2000     | Endgame – Part I: The Downward Spiral   | 19. April 2000         |
| 25 (2-12) | Hoffnung             | 26. Dezember 2000     | Endgame – Part II: When Legends Fall    | 26. April 2000         |
| 26 (2-13) | Der letzte Kampf     | 27. Dezember 2000     | Endgame – Part III: Seeds of the Future | 3. Mai 2000            |

## DVD-Veröffentlichung
Sony Home Entertainment hat beide Staffeln 2007 in zwei DVD Boxen veröffentlicht.

## Synchronsprecher
Die Synchronisation der Serie fand in Berlin bei Arena Synchron statt, Dialogbuch und Synchronregie führte Björn Schalla.
| Rolle           | Englischer Sprecher                                  | Deutscher Sprecher |
| --------------- | ---------------------------------------------------- | ------------------ |
| Optimus Prime   | Gary Chalk                                           | Tilo Schmitz       |
| Megatron        | David Kaye                                           | Jan Spitzer        |
| Black Arachnia  | Venus Terzo                                          | Heike Schroetter   |
| Botanica        | Kathleen Barr                                        | Arianne Borbach    |
| Cheetor         | Ian James Corlett                                    | Björn Schalla      |
| Diagnose-Drohne | Christopher Gaze                                     | Hans Hohlbein      |
| Jetstorm        | Brian Drummond                                       | Eberhard Prüter    |
| Nightscream     | Alessandro Juliani                                   | Julien Haggège     |
| Noble           | David Kaye                                           | Michael Telloke    |
| Obsidian        | Paul Dobson                                          | Andreas Hosang     |
| Rattrap         | Scott McNeil                                         | Gerald Schaale     |
| Silverbold      | Scott McNeil                                         | Helmut Gauß        |
| Strika          | Patricia Drake                                       | Regine Albrecht    |
| Tankor          | Paul Dobson (Folge 1–9) Richard Newman (Folge 10–26) | Gerald Paradies    |
| Thrust          | Jim Byrnes                                           | Thomas Nero Wolff  |
| Waspinator      | Scott McNeil                                         | Thomas Nero Wolff  |